# نیکولاس هاپتون
نیکولاس هاپتون (انگلیسی: Nicholas Hopton؛ زادهٔ ۸ اکتبر ۱۹۶۵) سیاستمدار بریتانیایی است. او بین سال‌های ۱۳۹۵ تا ۱۳۹۸ خورشیدی سفیر بریتانیا در ایران بود.

## خدمات اداری
هاپتون در سال ۱۹۸۹ به وزارت امور خارجه و کشورهای مشترک المنافع پیوست. او اولین سمت سفیر خود را به عنوان سفیر در یمن از سال ۲۰۱۲ تا ۲۰۱۳ بر عهده گرفت. سپس سپس بین سال‌های ۲۰۱۳ تا ۲۰۱۵ به عنوان سفیر در قطر خدمت کرد. در دسامبر ۲۰۱۵ او به عنوان کاردار بریتانیا در ایران منصوب شد. پس از بهبود روابط بین انگلستان و ایران، هاپتون در سپتامبر ۲۰۱۶ به عنوان سفیر در ایران منصوب شد. او در سپتامبر ۲۰۱۹ به عنوان سفیر در سفارت بریتانیا در لیبی فعالیت کرد.
او فارع التحصیل از دانشگاه کمبریج است.